# Nasamoni

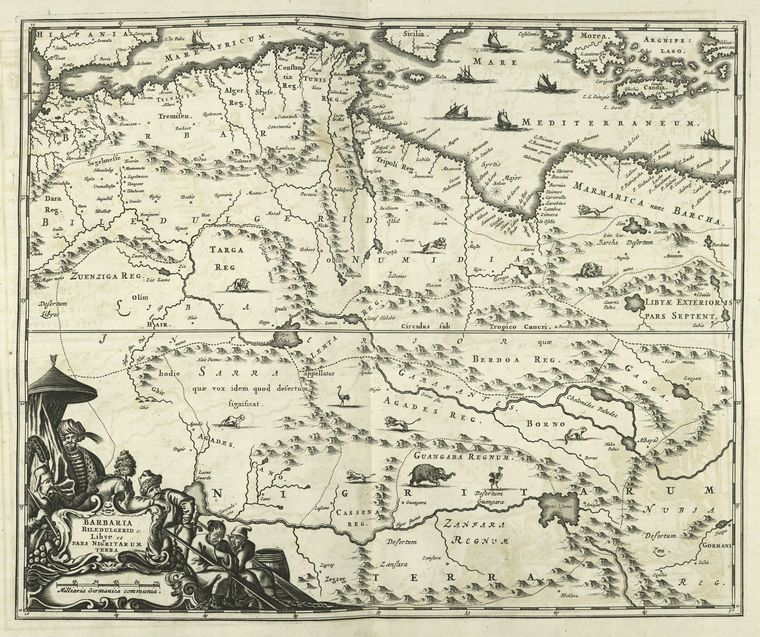
L'Africa mediterranea delle tribù berbere dei Nasamoni, Marmaridi, Garamanti, Musulami, Getuli e Mauri.

I Nasamoni (in latino Nasamones, detti anche Cirenei da Erodoto) erano una popolazione di lingua berbera che abitava lungo il Golfo della Sirte e che fece parte della provincia romana dell'Africa Proconsolare (l'attuale Libia). Confinavano ad ovest con le importanti città di Leptis Magna e Sabrata, ad est con la provincia romana di Creta e Cirene ed il popolo dei Marmaridi, mentre a sud con il deserto del Sahara ed i vicini Garamanti.

## Storia

### All'epoca di Erodoto
È Erodoto il primo testimone dei popoli della Libia e li descrive come una popolazione che abitava lungo golfo della Sirte al di là della zona costiera, e poi oltre più ad oriente fino all'oasi di Augila. Si trovavano ad est del popolo degli Auschisi, ed erano un popolo abbastanza numeroso. 
A sud dei Nasamoni, oltre la zona popolata dalle belve feroci vivevano i Ganfasanti, che, secondo quanto afferma Erodoto, evitavano ogni contatto con essere umano, poiché non possedendo armi non erano capaci di difendersi.
Erano uomini di piccola statura, al di sotto del normale, e dalla pelle scura.
Erodoto è lo storico che più diffusamente parla dei Nasamoni, tanto da dedicare loro un consistente excursus nel IV logos, soffermandosi perlopiù sui loro usi alimentari. 
Nell'architettura del IV libro delle Storie, i Nasamoni sono contemplati nella rassegna dei bevitori di latte, tuttavia se ne distinguono per il fatto di aggiungere alla bevanda cavallette seccate al sole e triturate. 
Tale consuetudine, favorita dall'abbondanza di cavallette in territorio libico, era comune anche ad altri popoli del Sahara e agli acridiofagi dell'Etiopia. 
Il motivo di tale bizzarria alimentare è spiegato da Diodoro Siculo che giustifica così la pratica:
"Non allevando bestiame, abitando vicino al mare, non possono che nutrirsi di locuste".
Volendo prestare fede a Plinio è ipotizzabile si trattasse di un genere di cavallette senza ali: "locustarum minimae sine pennis quos attelabos vocant".
Diodoro illustra la singolare pratica della cattura delle cavallette:
«Poiché il loro paese ha una voragine, la grande Sirte, le cui sponde i Nasamoni abitavano, di grande profondità e ampiezza, essi la riempiono di legna selvatica … e, allorché con il soffiare di zefiro e del libeccio, arrivano nugoli di locuste, si dà fumo agli erbaggi contenuti nella voragine, in modo tale che, soffocate dall'asprezza del fumo, dopo aver volato per un breve spazio, le cavallette piombano a terra».
La loro strage avviene per più giorni e si creano così grandi mucchi che vengono conservati mediante un trattamento sotto sale. 
Da Diodoro è anche affermato che i Nasamoni muoiano precocemente non superando i quaranta anni, proprio a causa della loro alimentazione.
Ancora da Erodoto si sa che questo popolo numerosissimo, durante l’estate, abbandonate le greggi lungo il mare, si dirigeva in un luogo detto Augila per raccogliere i frutti delle palme.
Queste erano infatti numerose grandi e tutte fruttifere.
Secondo lo storico S. Gsell, il motivo di questo spostamento è dovuto al fatto che i Nasamoni esigessero un tributo in natura (i datteri) presso l’Oasi di Augila (ancora oggi si chiama così) dalle tribù sottomesse.
Anche Lucano nella Pharsalia li cita presentandoli nelle vesti di predoni (sempre in agguato sui lidi); anche se navi non entrano nei loro porti, essi conoscono le ricchezze grazie ai naufragi.
Usavano avere ciascuno molte mogli in comune, e quando si univano ad esse, piantavano davanti alla loro abitazione un bastone, per rendere evidente il loro atto sessuale all'intera tribù. 
Era inoltre, usanza di questo popolo che le spose dei Nasamoni passassero la prima notte di nozze con gli invitati al banchetto, unendosi a tutti loro, e ricevendo al termine della notte numerosi regali da ognuno di essi..
Era infine loro usanza seppellire i morti da seduti, facendo cioè in modo che non restassero in posizione orizzontale.
Altre informazioni su questo popolo sono raccontate dallo storico greco Tucidide, il quale ci informa che i Nasamoni ebbero contatti continui con le città greche della vicina Cirenaica e che durante la guerra del Peloponneso, il comandante spartano Gilippo, difese la città greca di Eusperide contro una tribù limitrofa: i Nasamoni.
Plinio il Vecchio scrive, invece, che i Nasamoni espulsero i vicini Psilli, una tribù che si trovava ad occidente, lungo la costa del Golfo della Sirte e ne presero il loro posto.

### All'epoca romana
Di loro si sa poco in epoca romana. Si suppone siano stati inglobati all'interno dell'Impero romano all'epoca di Augusto poiché in un periodo che va dal 20 al 15 a.C., numerosi generali trionfarono sulle popolazioni della zona, come:
- Lucio Cornelio Balbo che occupò la capitale dei Garamanti, Garama, e si addentrò fino al Fezzan, o
- il proconsole Publio Sulpicio Quirinio che batté il popolo dei Nasamoni, costringendoli a pagare un tributo.

Durante il regno di Domiziano (attorno all'85-86) i Nasamoni si ribellarono alla crescente pressione tributaria romana. Il legato dell'esercito di Numidia, un certo Flacco (si trattava forse di Gneo Suellio Flacco), riuscì a batterli, facendone un grande massacro e ponendo fine all'esistenza dei Nasamoni stessi.

### Fonti primarie
- Erodoto, Storie, II e IV.
- Tucidide, Storie.
- Strabone, Geografia, XVII.
- Cassio Dione Cocceiano, Storia romana, LXVII.

### Fonti secondarie
- C. Daniels, "Africa", in Il mondo di Roma imperiale, a cura di John Wacher, "parte IV: le frontiere", Bari-Roma, 1989.
- S. Gsell, Heròdote, Roma 1971.
- H. Lhote, Alla scoperta dei Tassili, Milano 1959.
- Rawlinson H., History of Herodotus I-II, Londra 1962.